# Ambon (Insel)
Ambon, historisch auch Amboina oder Amboyna, ist eine 775 km² große indonesische Insel in den Molukken. Sie gehört zur Provinz Maluku. Die 350.000 Einwohner der Provinzhauptstadt Ambon sind vorwiegend Christen. Die Stadt hat einen Flughafen und zwei Universitäten.
Die 51 km lange Insel ist Teil einer Inselkette und liegt in der nördlichen Bandasee, im Süden der vergleichsweise größeren Nachbarinsel Seram. Die höchsten Berge, der Salahutu mit 1.038 Metern und der Wawani mit 903 Metern, sind vulkanischen Ursprungs und haben heiße Quellen. Das Gestein besteht hauptsächlich aus Granit und Serpentinfelsen. Früher prägte tropischer Regenwald Teile der Insel. Heute ist Ambon nur noch mit Sekundärvegetation bewachsen. Zur Insel gehören auch die unbewohnten Eilande Nusa Ela, Nusa Hatala, Nusa Lain und Nusa Pumbo.

## Geschichte

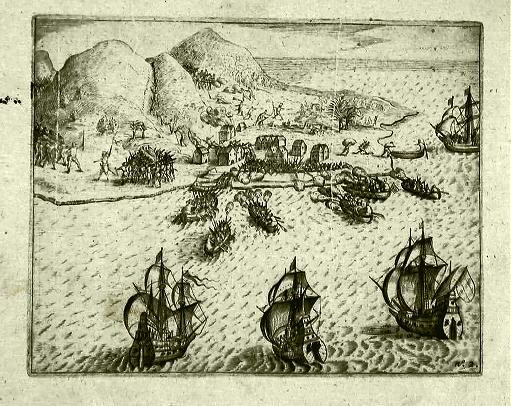
Niederlage der Portugiesen vor Ambon (Bild von 1645)

Die Portugiesen besuchten Ambon als erste europäische Nation 1511. Ab 1546 missionierte Franz Xaver auf Ambon. 1599 konnten die Portugiesen eine Belagerung durch die Niederländer abwehren, doch 1609 setzte sich die Niederländische Ostindien-Kompanie durch und vertrieb die Portugiesen. Die Engländer gründeten 1615 in der Nähe von Cambello eine Niederlassung, mussten diese aber 1623 nach einem Angriff holländischer Truppen aufgeben, die die Siedlung zerstörten. Nach dem verlorenen Ersten Englisch-Niederländischen Krieg 1654 zwang Oliver Cromwell die Niederländer zu einer Ausgleichszahlung für die Nachkommen der Überlebenden des Überfalls.
Der Dichter John Dryden schrieb 1673 in der Tragödie Amboyna, or the Cruelties of the Dutch to the English Merchants von den Ereignissen des Amboyna Massakers im Jahr 1623. England besetzte Ambon 1796 unter Admiral Rainier, gab die Insel jedoch schon 1802 wieder unter niederländische Verwaltung. 1810 bis 1814 kam es zu einer erneuten Besetzung durch die Engländer.
Ambon war das weltweite Zentrum der Produktion von Gewürznelken bis zum 19. Jahrhundert. Um das Monopol zu behalten, erließen die Niederländer ein Verbot, die Pflanze auf anderen Inseln unter ihrer Herrschaft zu züchten. Während holländischer Herrschaft war die Inselhauptstadt Ambon Verwaltungssitz und militärisches Zentrum aller Kolonien in den Molukken.

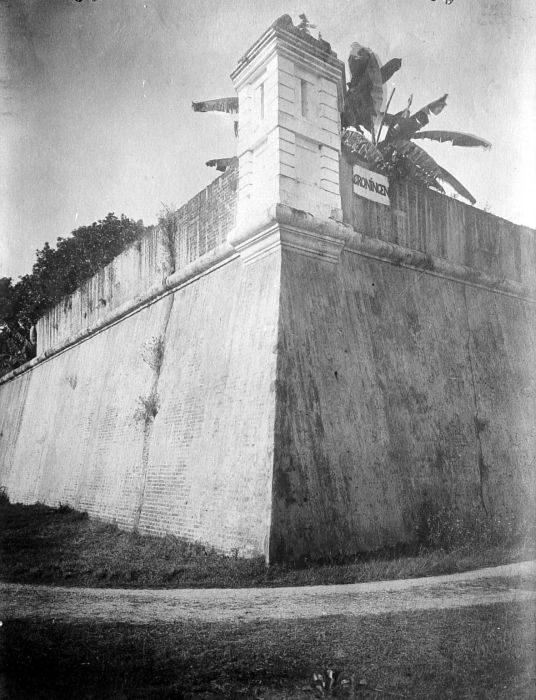
Bastion Groningen des Forts Victoria.

Das Fort Victoria schützte die Stadt. Die Einwohner unterteilten sich in zwei Klassen, die Orang Burger für die Städter und Orang Negri für die Menschen vom Land.
Im Zweiten Weltkrieg wurde die Insel dem Schutzraum ABDACOM zugeordnet. Japanische Einheiten eroberten Ambon im Frühjahr 1942. Siehe: Japanische Invasion von Ambon.
Nach dem alliierten Sieg über Japan proklamierte Indonesien 1945 seine Unabhängigkeit.
Die christliche Bevölkerung der Molukken rief 1950 nach Unruhen die Republik Maluku Selatan aus, worauf im November indonesische Truppen die Hauptstadt besetzten. Seitdem ist es immer wieder zu erheblichen Ausschreitungen gekommen, die auch in den Niederlanden ihre Spuren hinterließen. So überfielen am 13. März 1978 extremistische Mitglieder der auf den Molukken lebenden Ambonesen das Gebäude der Provinzregierung in Assen und nahmen 70 Personen als Geiseln. In einem Ultimatum forderten sie die Freilassung von 21 südmolukkischen Gefangenen sowie Bus und Flugzeug zur Ausreise. Niederländische Elitesoldaten befreiten die Menschen am Tag darauf. Eine Geisel starb kurze Zeit später an den bei der Befreiungsaktion erlittenen Verwundungen. Die an der Tat beteiligten Ambonesen wurden im Strafprozess zu 15 Jahren Haft verurteilt.